# Upplands runinskrifter 957
Upplands runinskrifter 957, med signumet U 957, är en vikingatida runsten utanför Vedyxa, Funbo socken och Uppsala kommun. Runstenen är av grå granit. Den är 2 meter hög och har en största bredd på 1,60 meter. Runhöjden är 7-8 centimeter.

## Placering
Stenen restes utmed en forntida väg mellan Danmarks kyrka och Bärby i Funbo socken. Det står flera andra runstenar längs samma gamla väg, bland annat U 945, U 946, U 950 och U 956.
Idag står runstenen på en åker vid Vedyxa, femtio meter söder om Länsväg 282. Stenen uppmålades 1988.

## Inskriften lyder

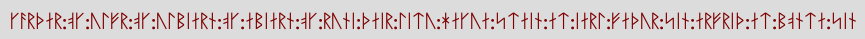
runslingan på U 957

Runor:
ᚴᚨᚱᚦᛅᚱ᛬ᚮᚴ᛬ᚢᛚᚠᚱ᛬ᚮᚴ᛬ᚢᛚᛒᛁᛅᚱᚾ᛬ᚮᚴ᛬ᛅᛒᛁᛅᚱᚾ᛬ᚮᚴ᛬ᚱᚢᚾᛁ᛬
ᚦᛅᛁᚱ᛬ᛚᛁᛏᚢ᛬ᚼᛅᚴᚢᛅ᛬ᛋᛏᛅᛁᚾ᛬ᛅᛏ᛬
ᛁᛅᚱᛚ᛬ᚠᛅᚦᚢᚱ᛬ᛋᛁᚾ᛬ᛅᚱᚠᚱᛁᚦ᛬ᛅᛏ᛬ᛒᚮᚾᛏᛅ᛬ᛋᛁᚾ
Translitterering av runraden:
kerþar ' ok ' ulfr ' ok ulbiarn ' ok ' abiarn ok runi + þair ' litu hakua ' stain ' at ' iarl faþur sin ' arfriþ(r) at ' bonta sin
Normalisering till runsvenska:
Gærðarr ok Ulfʀ ok Holmbiorn ok Abiorn ok ʀuni þæiʀ letu haggva stæin at Iarl, faður sinn, Arnfriðr at bonda sinn.
Översättning till nusvenska:
Gärdar och Ulv och Holmbjörn och Åbjörn och Rune de läto hugga stenen efter Jarl, sin fader, Arnfrid efter sin man.